# 三角細棘鰕虎魚
三角細棘鰕虎魚（学名：Acentrogobius triangularis）为鰕虎魚科細棘鰕虎魚屬的鱼类，俗名三角珠虎鱼。其种加词“triangularis ”意为“三角形的”。分布于印度、菲律宾、印度尼西亚以及中国南海等海域。该物种的模式产地在安汶岛。